# فونتين فوكس
فونتين فوكس (بالإنجليزية: Fontaine Fox)‏ هو رسام كارتون أمريكي، ولد في 3 مارس 1884 في لويفيل في الولايات المتحدة، وتوفي في 9 أغسطس 1964 في غرينيتش في الولايات المتحدة.

## روابط خارجية
- فونتين فوكس على موقع IMDb (الإنجليزية)
- فونتين فوكس على موقع قاعدة بيانات الفيلم (الإنجليزية)